# Jhon Méndez
Jhon Roberth Méndez Sánchez (ur. 24 czerwca 1999 w San Antonio La Paz) – gwatemalski piłkarz występujący na pozycji ofensywnego lub środkowego pomocnika, reprezentant Gwatemali, od 2025 roku zawodnik Municipalu.